# Haugesund
Haugesund er en bykommune i Rogaland fylke på Norges vestkyst. Det er en lille kommune, kun 72 km² og med en befolkning på 35.753 indbyggere (2007).

## Geografi
Haugesund grænser til Sveio kommune og Vestland fylke i nord, i øst til Tysvær og i syd til Karmøy. Haugesunds største bjerg er Klauv på 246 moh. beliggende nord i kommunen.
Haugesunds gode havn, der gav ly på en vejrhård kyststrækning, var hovedårsag til, at byen blev grundlagt. Skibsfart, skibsbyggeri og fiskeri af i særdeleshed sild er også i dag vigtige indtægtskilder.
Haugesund centrum er adskilt af Smedasundet, og der er broer over til Risøy og Hasseløy. Haugesunds vestligste bydel er øsamfundet Røvær.
Byens særprægede, rosa rådhus blev skænket til byen af skibsreder Knut Knutsen O.A.S. og hans frue Elisabeth og blev indviet i 1931.

## Sildebyen
Først i 1854 blev Haugesund udskilt fra Torvastad som egen kommune. I 1866 fik den status som ladested med omkring 3.000 indbyggere. Fra januar 1911 øgedes indbyggertallet fra 9.000 til 13.000, da byen voksede til at omfatte også store dele af nabokommunen Skåre. I den periode havde kun Oslo flere indbyggere pr kvadratmeter. I 1913 regnedes Haugesund som Norges fjerde største søfartsby. Den var samtidig meget isoleret og en verdensby. Vejene ind i distriktet og forbindelseslinjerne til andre norske byer var få og dårlige; men skibsfarten gjorde det muligt for lokalbefolkningen at få set sig om i verden.
I 1960'erne fandtes der mere end 60 små familierederier i Haugesund. I 2018 var kun omkring ti tilbage; men byen har beholdt sin egen rederiforening, og huser Sjøfartsdirektoratet med gadeadressen Smedasundet 50A.
I Haugesund arrangeres årligt den norske internationale filmfestival og jazzfestivalen "Sildajazz" medio august.
Byen har et blomstrende kulturliv, og mange gode caféer, barer og restauranter.
Haugesund er repræsenteret i den norske Tippeligaen (fodbold) med FK Haugesund.
Haugesund lufthavn har flyafgange til flere destinationer i ind- og udland. Langs kysten forbinder E39 Haugesund med resten af kysten af Vestlandet (nord og syd), og E134 fører over fjeldet til Drammen og Oslo.

## Galleri
- Haugesund rådhus.
- Risøybroen.
- Udsigt mod Tonjer fyr og Røvær.
- Haraldshaugen, se slaget i Hafrsfjord.

## Afstande til Haugesund
Afstande fra Haugesund (med bil) til:
- Stavanger: 80 km (inkl. færge Arsvågen-Mortavika)
- Sauda: 113 km
- Bergen: 115 km (inkl. færge Sandvikvåg-Halhjem)
- Odda: 135 km
- Kristiansand: 312 km
- Larvik: 395 km
- Oslo: 458 km
- Ålesund: 485 km (inkl. fem færgeoverfarter)
- Trondheim: 955 km (via Oslo)